# Lynx Football Club
Maillots
Actualités
Le Lynx Football Club est un club de football basé à Gibraltar. Fondé en 2007, il évolue en première division gibraltarienne.

## Histoire
Le club est fondé en 2007, intégrant la deuxième division gibraltarienne lors de la saison 2008-2009. Il est promu en première division à l'issue de la saison suivante, mais est relégué dès la saison suivante avant d'être à nouveau promu à la fin de la saison 2011-2012. Les trois saisons suivantes, le club termine respectivement 4e, 3e et 3e à nouveau. Il termine à la 5e place à l'issue de la saison 2015-2016.
En 2015, le club nomme l'ancien sélectionneur de l'équipe de Gibraltar de football Allen Bula en tant que directeur sportif. Le club s'associe avec le club slovaque du MFK Košice, pour qui Bula a été entraîneur du centre de formation avant de devenir sélectionneur de l'équipe de Gibraltar.

## Bilan sportif

### Palmarès
- Coupe de Gibraltar (0)
  - Finaliste : 2015

- Coupe de Second Division (1)
  - Vainqueur : 2012[2]

### Bilan par saison
| Saison    | Championnat | Championnat | Championnat | Championnat | Championnat | Championnat | Championnat | Championnat | Championnat | Championnat | Coupe de Gibraltar | Coupe de la Ligue |
| Saison    | Division    | Pos         | Pts         | J           | V           | N           | D           | BP          | BC          | Diff        | Coupe de Gibraltar | Coupe de la Ligue |
| --------- | ----------- | ----------- | ----------- | ----------- | ----------- | ----------- | ----------- | ----------- | ----------- | ----------- | ------------------ | ----------------- |
| 2007-2008 | 3e          | 8e          | 21          | 22          | 6           | 6           | 10          | 41          | 44          | -3          | Quarts de finale   | —                 |
| 2008-2009 | 2e          | 10e         | 14          | 13          | 4           | 2           | 7           | 33          | 38          | -5          | Premier tour       | —                 |
| 2009-2010 | 2e          | 1er         | 42          | 14          | 14          | 0           | 0           | 58          | 10          | +48         | Deuxième tour      | —                 |
| 2010-2011 | 1re         | 6e          | 10          | 20          | 3           | 1           | 16          | 18          | 50          | -32         | Deuxième tour      | —                 |
| 2011-2012 | 2e          | 1er         | 50          | 18          | 16          | 2           | 0           | 63          | 17          | +46         | Quarts de finale   | —                 |
| 2012-2013 | 1re         | 4e          | 14          | 15          | 4           | 2           | 9           | 18          | 42          | -24         | Deuxième tour      | —                 |
| 2013-2014 | 1re         | 3e          | 29          | 14          | 9           | 2           | 3           | 36          | 18          | +18         | Quarts de finale   | Demi-finales      |
| 2014-2015 | 1re         | 3e          | 38          | 21          | 10          | 8           | 3           | 36          | 18          | +18         | Finale             | Phase de groupes  |
| 2015-2016 | 1re         | 5e          | 36          | 27          | 11          | 2           | 14          | 37          | 40          | -3          | Deuxième tour      | —                 |
| 2016-2017 | 1re         | 6e          | 31          | 27          | 8           | 4           | 15          | 34          | 45          | -11         | Quarts de finale   | —                 |
| 2017-2018 | 1re         | 9e          | 22          | 27          | 6           | 4           | 17          | 22          | 48          | -26         | Deuxième tour      | —                 |
| 2018-2019 | 1re         | 7e          | 31          | 27          | 8           | 7           | 12          | 29          | 45          | -16         | Deuxième tour      | —                 |
| 2019-2020 | 1re         | 4e          | 29          | 17          | 9           | 2           | 6           | 37          | 30          | +7          | Premier tour       | —                 |
| 2020-2021 | 1re         | 5e          | 26          | 20          | 8           | 2           | 10          | 36          | 40          | -4          | Quarts de finale   | —                 |

Légende
- Vainqueur de la compétition
- Vice-champion ou finaliste de la compétition
- Troisième de la compétition
- Promu en division supérieure
- Relégué en division inférieure

## Identité visuelle

Ancien logo
Logo jusqu'en 2018
Logo depuis 2018